# Kia Brisa
Kia Brisa – samochód osobowy klasy kompaktowej produkowany pod południowokoreańską marką Kia w latach 1974 – 1981.

## Historia i opis modelu

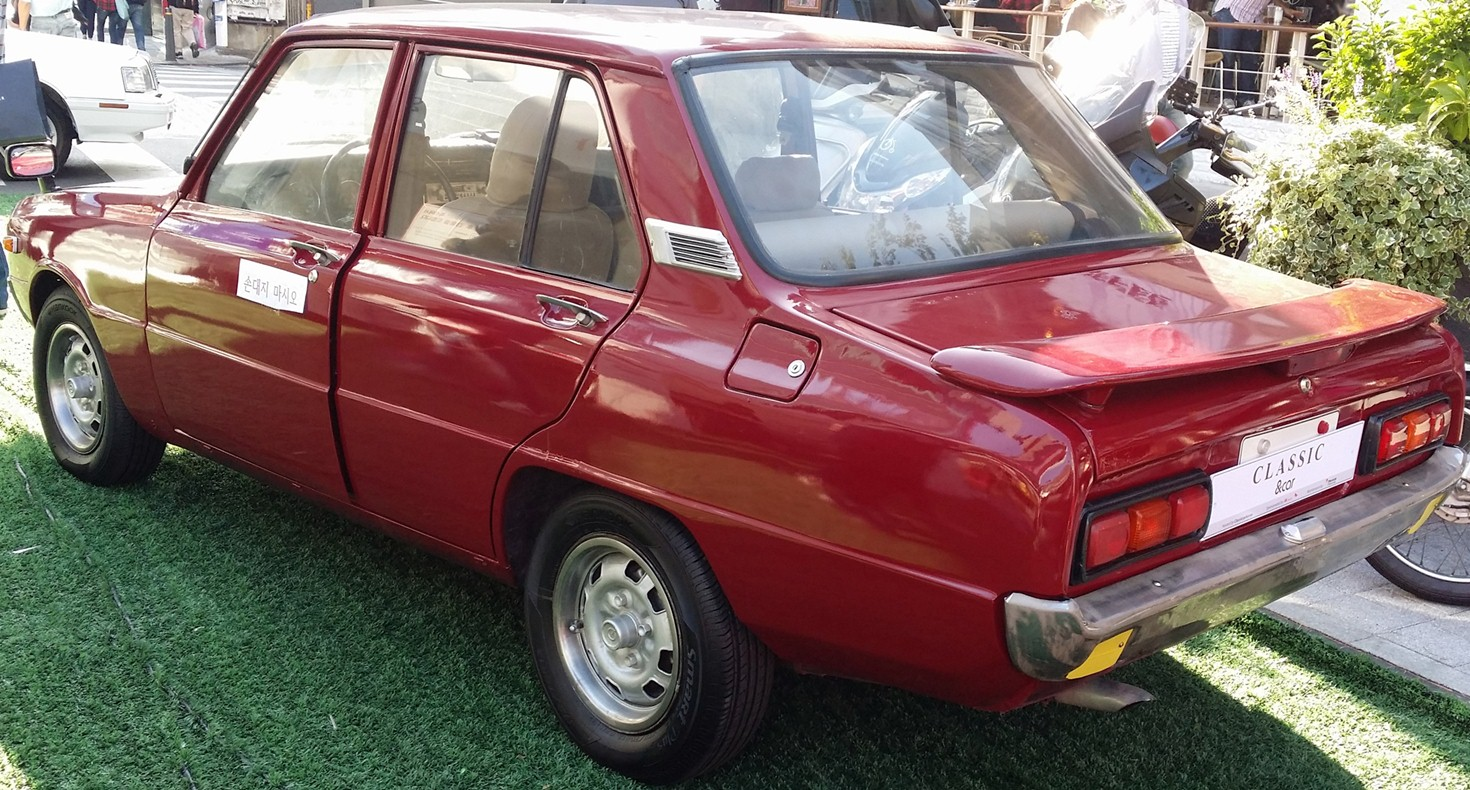
Kia Brisa - tył

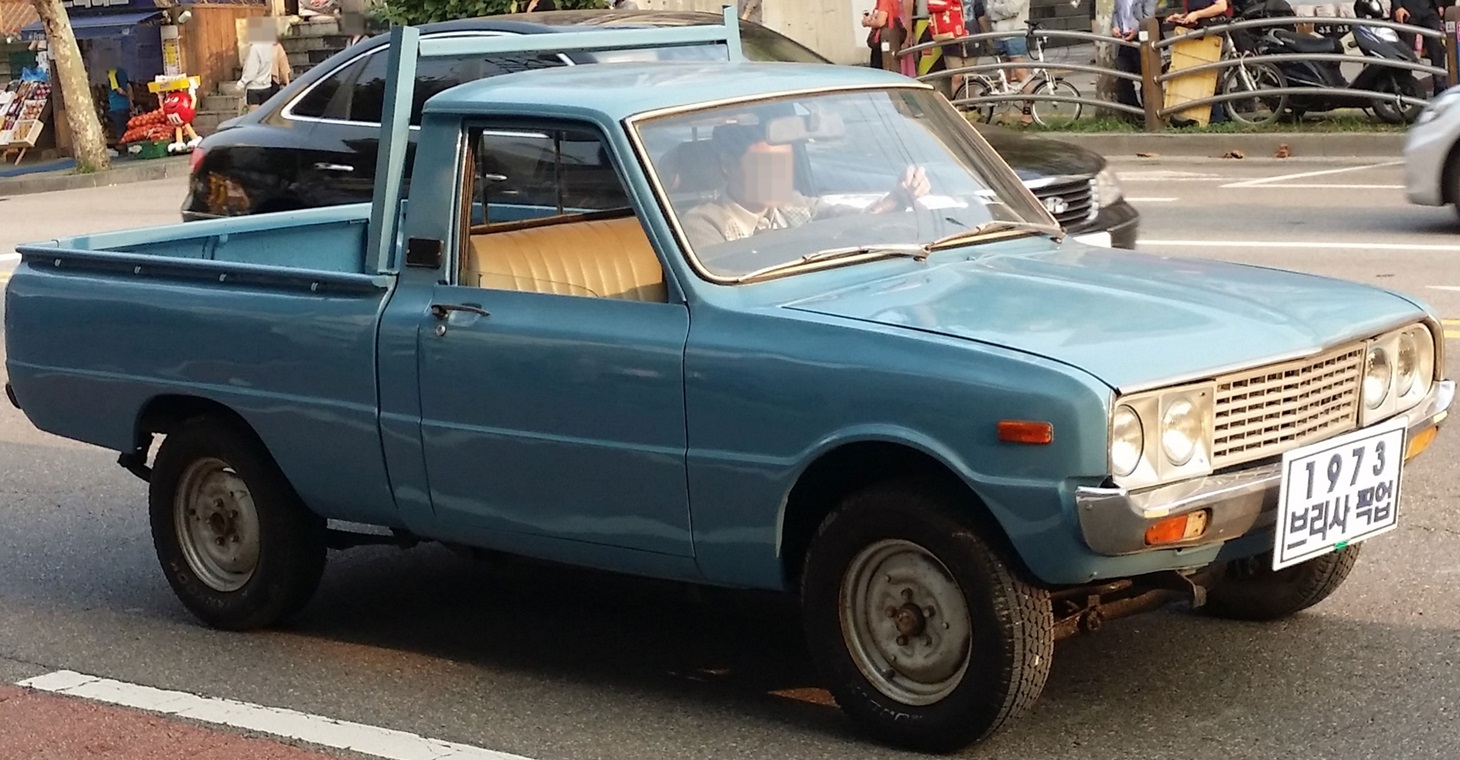
Kia Brisa Pickup

Jesienią 1974 roku przedsiębiorstwo Kia przedstawiło swój pierwszy samochód osobowy Brisa, który powstał w ramach współpracy z japońską Mazdą jako bliźniaczy wariant kompaktowej Familii. 
Poprzez ulokowanie produkcji Kii Brisy w lokalnych zakładach przedsiębiorstwa w mieście Gwangmyeong, pojazd był pierwszym samochodem osobowym produkowanym w Korei Południowej.
Gama nadwoziowa Brisy składała się zarówno z osobowego sedana i kombi, jak i dwudrzwiowego, dwumiejscowego pickupa o bardziej użytkowym charakterze.

### Sprzedaż
Kia Brisa była produkowana przez 7 lat, a jej wytwarzanie zostało przedwcześnie przerwane w 1981 roku z powodu działań dyktatury Chun Doo-hwana, wedle których południowokoreańskim producentom nakazano skoncentrowanie się wyłącznie na wytwarzani samochodów ciężarowych i dostawczych.
Przez 7 lat powstało 31 017 sztuk Kii Brisy, w znacznej większości z myślą o wewnętrznym rynku południowokoreańskim. Wariant pickup był też pierwszym pojazdem eksportowanym poza granicę Korei Południowej do Kataru.

### Silniki
- L4 1.0l PB
- L4 1.2l TB
- L4 1.3l TC